# Apitxat

Zones de parler apitxat sur une carte du domaine linguistique catalan.

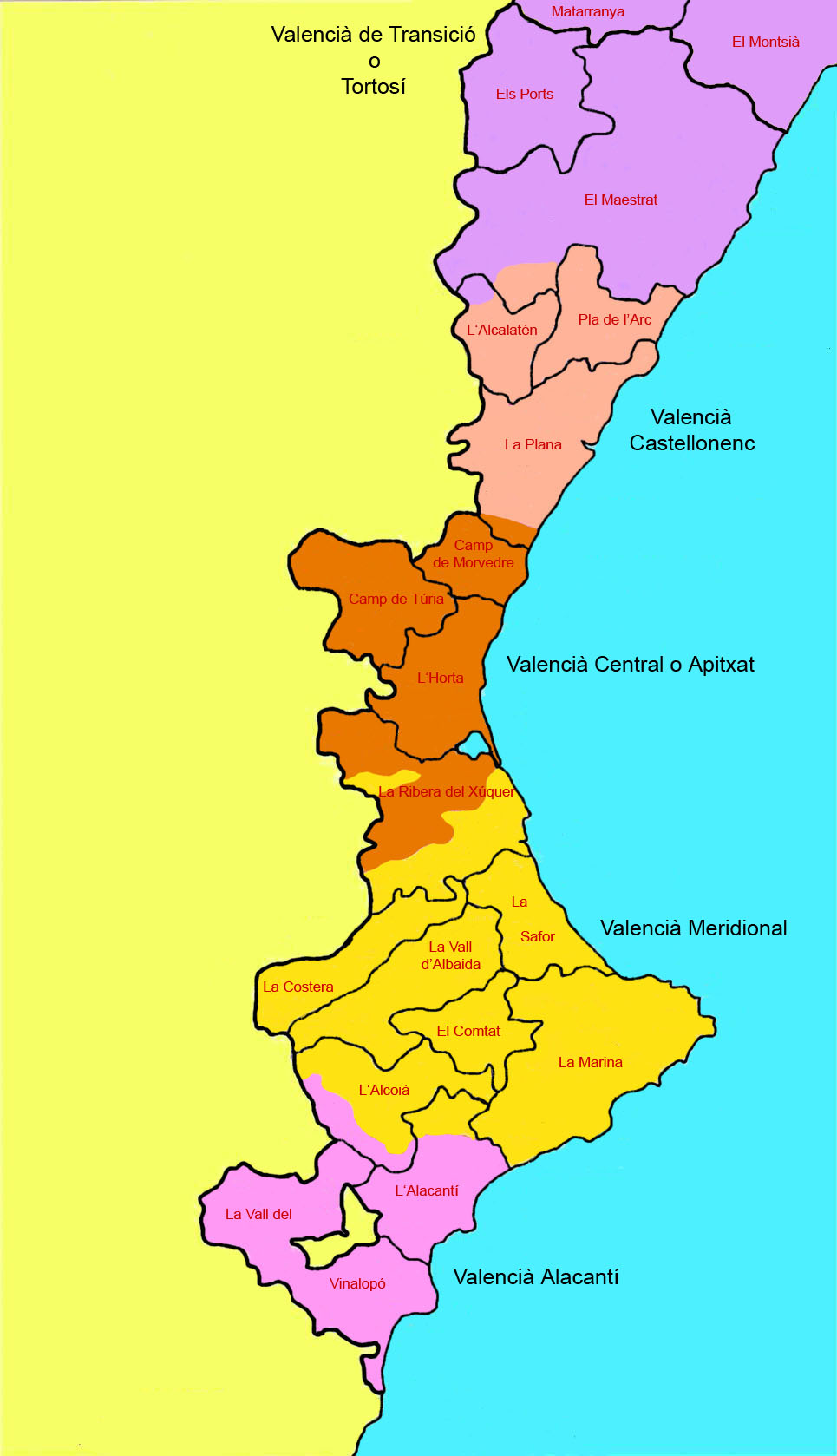
Carte dialectale du valencien : les zones de parler apitxat sont représentées en orange.

Le valencien central ou apitxat (mot à l'étymologie incertaine) est une variété de valencien parlée dans les comarques du Camp de Morvedre, l'Horta, le Camp de Túria et La Ribera Alta, ainsi que, partiellement, dans les villes de Gandia et Onda notamment.

## Histoire
Les origines de l'apitxat sont anciennes. Résultat de l'influence de l'aragonais et du castillan avec lesquels le valencien de la capitale était en contact intense, on observe, dès le XVe siècle l'apparition de traits caractéristiques de l'apitxat, comme une tendance à l’assourdissement de certaines affriquées et fricatives sonores : [z] > [s] et [d͡ʒ] > [t͡ʃ]. Le phénomène se consolide tout au long des deux siècles suivants, sans parvenir encore à s'imposer totalement dans la capitale. Il se produit simultanément avec une simplification analogue survenue en castillan,.

## Description

### Caractéristiques propres
Le nom de apitxat fait référence au trait le plus caractéristique de ce dialecte, le distinguant du valencien général, l'assourdissement des fricatives et affriquées, et l'affrication de /ʃ/, soit un appauvrissement du système phonique, l'inventaire consonantique du valencien passant de 23 à 19 phonèmes dans les zones de parler central. Il est considéré comme « non recommandable » dans le standard oral par l’Académie valencienne de la langue.
La préposition « a » avant les mots commençant par une voyelle tend à devenir « ad », de façon analogue au passage de « a » à « amb » en catalan central.
Une autre particularité de la zone apitxat est le renforcement vocalique des occlusives finales (par l'ajout d'une voyelle centrale brève) et, fréquemment, une gémination de celles-ci. Ainsi : « nit » > ['nittĕ], « crec » > ['krekkĕ], prop > ['proppĕ].

### Quelques autres traits
Le valencien central connaît le bêtacisme (disparition de /v/ au profit de /b/), mais ce trait se rencontre également dans une bonne partie du valencien septentrional, par contamination de l'expansion du phénomène en Catalogne.
L'apitxat est remarquable par son maintien encore de nos jours, et avec une vitalité certaine, de l'usage du passé simple, bien que ce paradigme se rencontre également, de façon plus limitée, dans certains zones méridionales de la Communauté valencienne (Camp d'Elx) et dans les Baléares à Ibiza et Majorque.
On observe également, ainsi que dans des zones mériodionales voisines, une grande quantité de constructions verbales analogiques (veem > veguem, veent > vegent, vivint > vixquent…).
Comme les autres variantes du valencien, il conserve certaines formes de pluriels, considérés archaïques par le catalan standard, qui maintiennent le "n" latin original, comme hòmens ou jóvens, et connaît la tendance à la diphtongaison en "au" du "o" initial atone lorsqu'il constitue une syllabe : aulor (pour olor), aubrir (pour obrir).

### Lexique
Le lexique apitxat est caractérisé par la présence extrêmement accrue d'éléments empruntés au castillan.
Il conserve néanmoins certains termes anciens qui sont considérés comme des archaïsmes dans d'autres zones du domaine linguistique, souvent impropres notamment en Catalogne. Parmi ceux-ci on peut citer l'usage de lo, forme pleine de l'article et du pronom moderne el, souvent présenté comme un hispanisme incorrect mais dont ce caractère est contesté par certains auteurs qui soutiennent qu'il s'agit du maintien de la forme ancienne.

## Origines et place dans le système linguistique catalan
L'apitxat est une sous-modalité du groupe valencien ; il est donc rattaché au bloc catalan occidental.
La plupart des auteurs considèrent que ce dialecte a développé une série de traits linguistiques influencés par le système phonétique et phonologique castillano-aragonais, très présent depuis la fondation du Royaume de Valence, en particulier dans la zone de la capitale. La modalité apitxat a fait son apparition autour des XVe et XVIe siècles. Irradiée par l'important foyer démographique que constitue la zone de l'Horta, ce dialecte tend à s'étendre.

## Sociolinguistique
L'apitxat est souvent présenté comme un dialecte corrompu et contaminé de castillan. Plusieurs éminents grammairiens valenciens, comme Carles Salvador ou Lluís Fullana, ou encore l'Académie valencienne de la langue rejettent sa prononciation au profit de celle, plus riche, des variantes parlées dans d'autres zones. Selon Sanchis Guarner, « cet appauvrissement de la prosodie valencienne […] a été la cause principale de la confusion orthographique […], et encore aujourd'hui il rend beaucoup plus difficile l'apprentissage de l'orthographe aux Valenciens de la zone centrale du pays ».